# Neuwiedia zollingeri
Neuwiedia zollingeri es una especie de orquídea de hábito terrestre, perteneciente a la subfamilia Apostasioideae.

## Descripción
Es una orquídea de tamaño grande, prefiere clima cálido y tiene hábito terrestre con tallos glabros que llevan 6 hojas estrechas, lanceoladas, agudas, de tamaño variable que florece en la primavera en una inflorescencia terminal erecta, de 40 cm de largo, con 50 flores con angostamente lanceoladas, con acuminadas brácteas florales que llevan flores que no se abren totalmente.
Esta especie puede ser distinguida por las flores amarillas con una larga inflorescencia de  40 cm y secas semillas marrones.

## Distribución y hábitat
Es una especie terrestre que se encuentra en China, Tailandia, Malasia, Vietnam, Borneo, Java, Sonda y Sumatra, en bosques de montaña a una altitud de alrededor de 600 a 1000 metros.

## Taxonomía
Neuwiedia zollingeri fue descrita por Heinrich Gustav Reichenbach y publicado en Bonplandia 5: 58. 1857.
Etimología
Neuwiedia: nombre genérico que fue nombrado por Carl Ludwig von Blume en honor de Maximilian zu Wied-Neuwied (1782-1867).
zollingeri: epíteto otorgado en honor de Zollinger, botánico austriaco del los años 1800.
Sinonimia
- Neuwiedia annamensis Gagnep. 1933;
- Neuwiedia javanica J.J.Sm. 1914;
- Neuwiedia zollingeri var. annamensis (Gagnep.) Aver. 2008;
- Neuwiedia zollingeri var. javanica (J.J.Sm.) de Vogel 1969;[4]